# RS 500
L'RS 500 è una barca a vela da regata, la cui classe è riconosciuta dalla International Sailing Federation .

## Descrizione
Il miglior compromesso tra velocità, sicurezza nella conduzione e prezzo attualmente sul mercato. Leggera e resistente, progettata per stupire con il suo equilibrio tra velocità e facilità di gestione. Adatta ad un pubblico che sa cosa cos'è la vela su una deriva ma non ha il tempo di dedicarsi solo a quello. Riconosciuta dall'ISAF, vengono regolarmente disputati i Campionati di classe, con una grande competitività in acqua ma al contempo gran fair play e divertimento a terra. Al massimo delle prestazioni
con un equipaggio cilindrico e le giuste condizioni è in grado di sfogare tutta la sua potenza, superando senza difficoltà e con il massimo controllo 15/16 nodi di velocità.